# حارة حديقة الثورة (صنعاء)
حارة حديقة الثورة هي إحدى حارات حي مدينة الثورة بمديرية الثورة إحد مديريات العاصمة اليمنية صنعاء، بلغ تعداد سكانها 2721 نسمة حسب تعداد اليمن لعام 2004.